# Хэ Цзэхуэй
Хэ Цзэхуэ́й (кит. упр. 何泽慧, пиньинь Hé Zéhuì; 5 марта 1914 года — 20 июня 2011 года) — китайский физик-ядерщик, работавшая над развитием и использованием ядерной физики в Европе и Китае.

## Ранние годы и образование

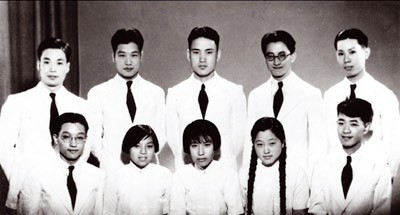
Выпуск 1936 года департамента физики университета Цинхуа. Хэ Цзэхуэй на переднем плане, вторая справа; её будущий супруг Цянь Саньцян позади, крайний слева

Хэ Цзэхуэй родилась в Сучжоу в 1914 году. Она обучалась в средней школе № 10 родного города, где проявляла интерес к различным учебным дисциплинам и состояла в волейбольной команде. В 1936 году окончила Университет Цинхуа в Пекине по специальности «физика». Затем она продолжила обучение в Берлинском техническом университете, специализируясь в экспериментальной баллистике, была лучшим студентом в своей группе, даже превзойдя своего будущего мужа Цянь Саньцяна.

## Научная карьера
Её отправили в Германию, потому что немцы были заинтересованы в разработке высокотехнологичных боеприпасов. В 1940 году она стала доктором философии в области инженерных наук, изложив в своей работе новые способы измерения скорости движения пуль. Кроме того, она изучала ядерную физику в течение нескольких лет работы в Siemens прежде чем присоединиться к Обществу кайзера Вильгельма (сейчас Институт медицинских исследований имени Макса Планка) в Гейдельберге в 1943 году. Фридрих Пашен, который изначально был её арендодателем в Германии, а позже стал приёмным отцом, познакомил её с Вальтером Боте, построившем на тот момент первый немецкий циклотрон. Под руководством Боте она изучала радиоактивные частицы и космическое излучение, а также работала над технологией камеры Вильсона Хайнца Майера-Лейбница.

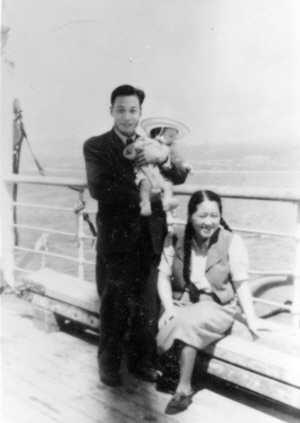
Цянь Саньцян с дочерью на руках и Хэ Цзэхуэй по их возвращению в Китай в 1948 году

Её работа, представленная на англо-французской конференции 1945 года в Бристоле в виде статьи о совместном исследовании с Боте и Майером-Лейбницем о первом приближении позитрон-электронного рассеяния, была опубликована в ведущем научном журнале Nature. После Второй мировой войны в 1946 году она переехала в Париж, где вышла замуж за Цянь Саньцяна, впоследствии они вместе работали в Институте Кюри. Там она изучила и подтвердила феномен деления ядра, и семья вернулась в Китай в 1948 году.
В Китае она начала работать в Национальной исследовательской академии в качестве единственного научного сотрудника Института ядерных исследований. После прихода к власти коммунистов они вместе с мужем решили не покидать страну, несмотря на зарубежные связи, более того, мужу Хэ было предоставлено право на покупку дорогостоящего оборудования за границей. А в 1955 году Цянь Саньцян был привлечён китайским правительством к разработке ядерной бомбы. В следующем году Хэ Цзэхуэй получила награду за третье место от Китайской академии наук за работу по созданию ядерной фотографической эмульсии.
Впоследствии Хэ Цзэхуэй возглавила Нейтронно-физическое исследовательское бюро, китайский аналог Института атомной энергии. Она работала над рядом научных проблем, среди которых было ядерное оружие и его тестирование. Китай построил свой первый ядерный реактор и циклотрон при поддержке советской ядерной программы в 1950-х годах и разработал ядерную и водородную бомбы, которые были успешно испытаны в 1960-х годах.
В 1966 году началась культурная революция в Китае, и до 1973 года у Хэ было мало публичных выступлений. Впоследствии она переориентировала свои научные взгляды на космическое излучение и астрофизику высоких энергий. Во время поездок в ЦЕРН, Германию и ряд других стран способствовала развитию международного сотрудничества.

## Награды и признание
На протяжении всей своей жизни работала в области физики высоких энергий. Она была избрана в Китайскую академию наук в 1980 году, став знаковой фигурой в Китае. Научные лаборатории в её старой школе были названы в её честь.

## Личная жизнь
В семье Хэ Цзэхуэй и Цянь Саньцяня было трое детей, две девочки и мальчик. Цянь Саньцян скончался в 1992 году. Хэ Цзэхуэй умерла в Пекине в 2011 году в возрасте 97 лет.